# Pontonema californicum
Pontonema californicum är en rundmaskart som beskrevs av Allgen 1947. Pontonema californicum ingår i släktet Pontonema och familjen Oncholaimidae. Inga underarter finns listade i Catalogue of Life.